# Adro

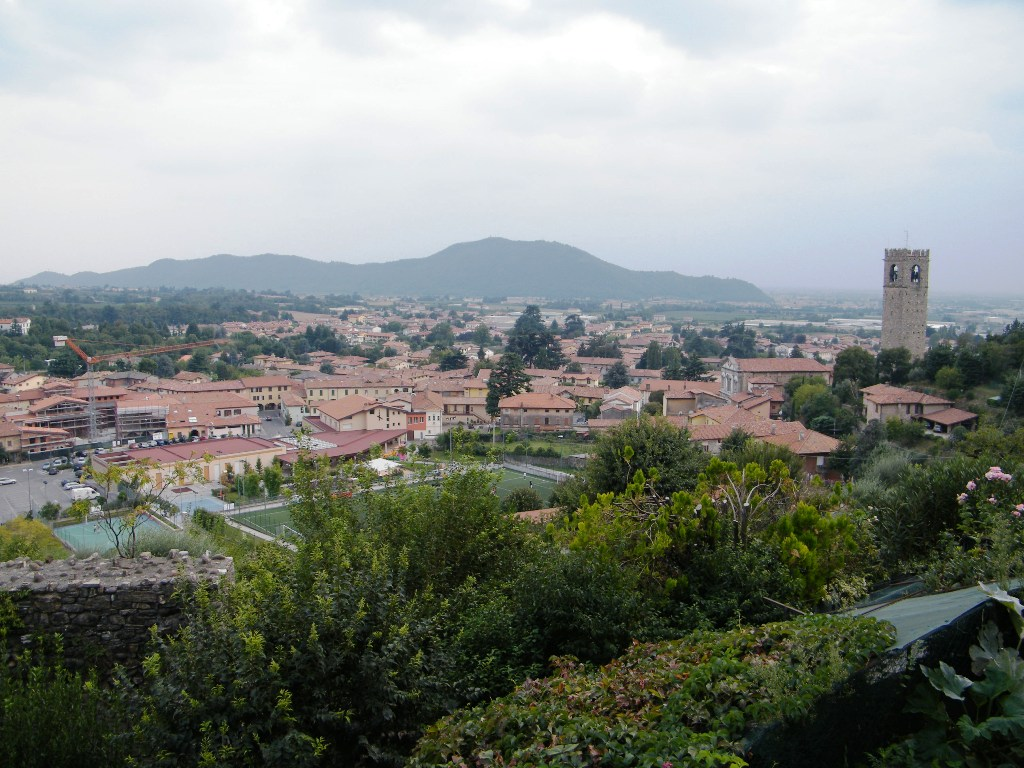
Panorama von Adro

Adro ist eine norditalienische Gemeinde (comune) mit 7151 Einwohnern (Stand 31. Dezember 2023) in der Provinz Brescia in der Lombardei. Die Gemeinde liegt etwa 24 Kilometer nordwestlich von Brescia und etwa 23 Kilometer südöstlich von Bergamo sowie etwa 62 Kilometer ostnordöstlich von Mailand in der Franciacorta. Zum Iseosee sind es 6 Kilometer.

## Geschichte
Archäologische Ausgrabungen im Ortsteil Torbiato deuten auf eine Besiedlung in der Jungsteinzeit hin. Erstmals urkundlich erwähnt wird Adro (als Atro) 822. Zwischen dem 13. und 14. Jahrhundert wird das Kastell errichtet. Von 1426 bis 1797 ist Adro Teil der Republik Venedig. Seit 1928 ist Torbiato Teil der Gemeinde.

## Verkehr
Gemeinsam mit dem Ortsteil Borgonato der Nachbargemeinde Corte Franca besteht eine Bahnstation an der Bahnstrecke Cremona–Iseo.

## Söhne und Töchter
- Guido Pelizzari (1898–1978), vor allem in Bozen tätiger Architekt
- Ovidio Vezzoli (* 1956), römisch-katholischer Geistlicher, Bischof von Fidenza
- Davide Calabria (* 6. Dezember 1996 in Brescia, Italien) ist ein italienischer Fußballspieler, der beim AC Mailand unter Vertrag steht.